# Christoph Mörgeli
Christoph Mörgeli, né le 16 juillet 1960 à Stäfa (originaire de Schlatt), est un historien et une personnalité politique suisse, membre de l'Union démocratique du centre (UDC). Il est député du canton de Zurich au Conseil national de décembre 1999 à novembre 2015.

## Biographie
Christoph Mörgerli naît le 16 juillet 1960 à Stäfa. Il est originaire d'une autre commune du canton de Zurich, Schlatt. 
Après avoir terminé ses études en histoire générale, sciences politiques, littérature allemande et linguistique à l'université de Zurich, il est engagé en 1985 par l'institut d'histoire de la médecine de Zurich en tant que collaborateur scientifique permanent. En 1986, il obtient son doctorat avec une thèse sur le médecin et homme politique Johannes Hegetschweiler. En 1995, il présente un article à la faculté de médecine de l'université de Zurich sur la médecine durant la période Biedermeier et est nommé professeur titulaire en 2001. L'histoire des danses macabres constitue notamment un thème important de ses recherches. 
Il est directeur et conservateur du musée de l'histoire de la médecine à l'Université de Zurich jusqu'à son licenciement en 2012.
Il est officier dans l'armée suisse, avec le grade de lieutenant-colonel de l'infanterie. Il a été commandant du bataillon fusilier mécanisé 65.
Il est membre d’une corporation zurichoise, la Zunft sur Schmiden.
Il est marié (séparé) et a deux enfants. Il vit à Stäfa.
Le 21 novembre 2020, l'hebdomadaire alémanique Die Weltwoche révèle, sous sa plume l'affaire du chantage sur Alain Berset, affaire qui prend de l'ampleur l'année suivante en septembre 2021.

### Parcours politique
Sa carrière politique débute avec son engagement au conseil paroissial de Stäfa de 1986 à 1992. En 1997, il entre au Grand Conseil zurichois en tant que membre de l'Union démocratique du centre (UDC), mandat auquel il doit renoncer à la suite de son élection au Conseil national en 1999. Il est réélu comme conseiller national en 2003 et 2007. Il est membre de la Commission de politique extérieure (CPE) et, à partir du 3 décembre 2007, de la Commission de la science, de l'éducation et de la culture (CSEC). 
En plus de ses activités de député, il est membre du mouvement conservateur Action pour une Suisse indépendante et neutre (ASIN). Depuis 2001, Il est en outre chef du comité de programme de l'UDC zurichoise. Dans les médias, il est aussi souvent décrit comme ayant un rôle de maître à penser au sein de la section nationale du parti,. Il s'exprime régulièrement publiquement dans les journaux, notamment la Weltwoche et le Berner Zeitung.

### Positionnement politique
Il appartient à l'aile droite de l'UDC et il est proche de Christoph Blocher. Sa ligne politique en tant que conseiller national durant la 46e législature (de 1999 à 2003) se caractérise d'une part par la demande de réductions fiscales et d'idées basées sur « la loi et l'ordre » (Law and order) comme une armée forte ou une politique d'immigration restrictive et, d'autre part, par le rejet marqué de la libéralisation sociale, l'ouverture de la politique étrangère ou l'engagement du gouvernement dans les domaines tels que l'éducation, la recherche ou la protection de l'environnement. Un élément central de son positionnement politique est la critique du socialisme. Par conséquent, il rejette également catégoriquement toute nouvelle évolution vers un État providence.